# Cantautor
Un cantautor este un cântăreț care își compune singur muzica și își scrie singur versurile cântecelor interpretate. De cele mai multe ori, acesta își orchestrează tot singur propriile cântece, folosind de regulă o chitară sau un pian.
Mulți cântăreți își scriu sau compun singuri câteva din cântecele interpretate, fără a deveni cantautori. La cantautori compozițiile personale predomină, micile excepții fiind reprezentate de versiuni preluate de la alți cântăreți ca tribut. 